# Sargento Fahur
Gilson Cardoso Fahur (Londrina, 6 de noviembre de 1963) más conocido como Sargento Fahur, es un ex policía militar y político brasileño, afiliado al Partido Social Democrático (PSD) y exmiembro del Rotam de la 4.ª Compañía de la Policía de Carreteras del Estado de Paraná (PRE).

## Biografía
Sargento Fahur nació en Londrina, Paraná dentro del seno de una familia católica. Trabajó como policía militar de carretera durante 35 años. Integró la Rotam (Rondas Ostensivas Tático Metropolitanas) de la 4.ª Compañía de Policía de Carreteras del Estado de Paraná (PRE), con sede en la ciudad de Maringá.
Se hizo conocido a nivel nacional por el éxito en los operativos que encabezó y también por la línea dura en su desempeño como policía militar de caminos cuando, junto a su equipo, realizó grandes decomisos de narcóticos que coparon los noticieros locales y nacionales. Sumado a esto, también se hizo notorio por sus contundentes declaraciones contra los delincuentes en entrevistas con reportajes periodísticos que se viralizaron en las redes sociales, en particular los contra el narcotráfico. Con frecuencia, el sargento Fahur se declara en contra de la legalización de las drogas, a favor de la pena de muerte y defiende el derecho de la población civil a tener y portar armas.
En junio de 2013, el Sargento Fahur y su equipo fueron homenajeados por el Ayuntamiento de Regidores de Maringá por sus servicios a la corporación y al Estado, con la concesión del título de Mérito Comunitario y Escudo del Municipio.
En las elecciones de 2014, el Sargento Fahur fue candidato a Diputado Federal por el Estado de Paraná, cuando obtuvo 50.608 votos (0,89%) y, aunque no elegido, se convirtió en el primer suplente de la respectiva coalición.
En mayo de 2015, el programa humorístico Pânico na Band presentó al personaje cómico "Sargento Fagur", en referencia al policía de Paraná, siendo interpretado por el humorista Márvio Lúcio dos Santos Lourenço, el "Carioca". En abril de 2017, el personaje reapareció en la atracción.
En 2017, con la jubilación obligatoria prevista en la legislación estatal de Paraná, ingresó a la Reserva Remunerada de la Policía Militar del Estado de Paraná, después de 35 años de servicio en la corporación.
En marzo de 2018, con aspiraciones a un escaño en la Cámara de Diputados, ingresó al Partido Socialdemócrata (PSD). En un principio, se esperaba que Fahur se uniera al Partido Social Liberal (PSL), pero según Fahur, esta opción fue vetada por los líderes de este partido por razones de estrategia electoral, lo que hizo que su elección recayera en el PSD, partido liderado en el Paraná por Ratinho Junior, aunque el sargento de reserva sigue apoyando al presidente electo de la República, Jair Bolsonaro.
En octubre de 2018 fue elegido diputado federal por el estado de Paraná. Fue el candidato más votado para el cargo en ese estado, con 314.963 votos.